# 道佐乡
道佐乡，是中华人民共和国四川省成都市邛崃市曾经下辖的一个乡。2019年12月，撤销道佐乡，将原道佐乡所属行政区域划归临济镇管辖。

## 历史
据民国《邛崃县志》，该地原名道佐场，形成于清朝雍正年间，场上有文、武二庙，正门均面向后山，人称“倒座庙”，取其谐音为道佐。民国29年（1940年）建道佐乡。1958年改为道佐人民公社，1982年1月复为道佐乡。2019年12月，撤销道佐乡，将原道佐乡所属行政区域划归临济镇管辖。

## 行政区划
道佐乡撤销前下辖以下地区：
沿江社区、皮坝村、砖桥村、寨沟村、鼎锅村、张店村和万福村。